# 서재석
서재석(1958년 ~ )은 KBS 시사교양본부의 프로듀서이다.

## 학력
- 부산고등학교
- 고려대학교 국어국문학과 학사
- 고려대학교 대학원 석사과정 수료 (국어국문학 전공)

## 경력
- KBS 기획제작국 PD (1985년 입사)
- KBS 부산방송총국 편성제작팀장 (부장급)
- KBS 시사교양본부 편성기획팀장 (차장급)
- KBS 기획제작국 제작위원 (국장급)
- KBS 외주제작국 운영팀장 (애니메이션 운영사업팀장 겸임)
- KBS 편성본부 센터장
- KBS 방송문화연구소 연구위원
- KBS 정책기획본부 기획실장
- KBS 콘텐츠본부 센터장 (본부장급)
- KBS 정책기획본부 본부장
- KBS 아트비전 사장
- KBS 이사회 상임이사